# Kiyohide Shima
Kiyohide Shima (志摩 清英 Shima Kiyohide?,  25 de febrero de 1890-7 de noviembre de 1973) fue un vicealmirante de la Armada Imperial Japonesa durante la Segunda Guerra Mundial.

## Biografía
Nacido en la Prefectura de Miyazaki en Japón, en 1890, Shima se graduó en la 39.ª clase de la Academia Naval Imperial Japonesa en 1911. Como guardiamarina sirvió en los cruceros Aso y Hashidate, y el acorazado Aki. Ya como alférez fue asignado al acorazado Iwami y como subteniente, al crucero de batalla Ibuki y al crucero Katori.
Ascendido a teniente en 1918, aprendió cursos de guerra con torpedos y navegación, siendo asignado como jefe de comunicaciones en el crucero de batalla Kirishima. Tres años después, en 1921, se graduó en la Escuela de Guerra Naval y fue ascendido a teniente comandante. Con el rango de Comandante, entre 1925 y 1926, fue ayudante de campo del príncipe Nobuhito, además de servir en los acorazados Nagato y Fusō. En los años posteriores viajó a Estados Unidos y Europa, y en su regreso a Japón, sirvió en varios puestos de personal, principalmente como instructor en diversas escuelas de artillería naval.
En 1933 fue promovido a capitán y, tres años después, recibió su primer mando: el crucero ligero Ōi. Tres años más tarde, en 1939, fue ascendido a contraalmirante y fue asignado jefe de Estado Mayor del Distrito Naval de Maizuru.

### Segunda Guerra Mundial
Con el inicio de la Guerra del Pacífico, Shima recibió un comando de combate y dirigió la fuerza de invasión de Tulagi el 3 de mayo de 1942, como parte de la Operación MO. Al año siguiente fue ascendido a vicealmirante y, en 1944, fue asignado comandante en jefe de la 5.ª Flota.

#### Batalla del golfo de Leyte
Durante la batalla del golfo de Leyte, entre el 23 al 26 de octubre de 1944, Shima dirigió la "Segunda Fuerza de Choque" compuesta por tres cruceros y siete destructores en la batalla del estrecho de Surigao. Junto con la flota del vicealmirante Shōji Nishimura, la fuerza conjunta fue llamada "Fuerza Sur". Debido al estricto silencio de radio impuesto a las fuerzas, Shima no pudo sincronizar sus movimientos con los de Nishimura.
La fuerza de Shima —dos cruceros pesados, un crucero ligero y cuatro destructores— alcanzó la batalla después de que las fuerzas de Nishimura se encontraran en una trampa mortal y sufrieran pérdidas. Durante la batalla nocturna, Shima disparó 16 torpedos sobre dos islas que confundió con barcos estadounidenses. Posteriormente, viendo lo que pensaba que eran los restos de ambos acorazados de Nishimura (en realidad eran los restos del Fusō), ordenó la retirada. Al retirarse, su buque insignia, el crucero pesado Nachi, chocó con el crucero pesado Mogami, e inundó la sala de mando de este último. El Mogami se quedó atrás durante la retirada y fue hundido a la mañana siguiente.
Después de este desastre, Shima fue reasignado para comandar el Distrito de la Guardia de Takao desde el 10 de mayo hasta el 30 de noviembre de 1945. Del 10 de mayo al 15 de junio, también fungió como el comandante en jefe final de la 1.ª Flota Aérea.

### Posguerra
En 1959, en respuesta a una carta de Bill Frazer, un joven de 16 años de edad de San Fernando, California, Shima defendió sus acciones y su actuación en la batalla del estrecho de Surigao. En particular, Shima encontró fallas en el historiador James A. Field, Jr. quien, en referencia a la derrota total de las fuerzas japonesas en la batalla, se refirió a Shima como "el bufón de la tragedia".